# 雲井昭善
雲井 昭善（くもい しょうぜん/あきよし、1915年12月24日 - 2017年12月5日）は、日本の僧侶、仏教学者。大谷大学名誉教授。インド学・仏教学専攻。
大阪府和泉市出身。1941年大谷大学文学部仏教学科卒。1961年「佛教と社会的基盤の研究」で東京大学文学博士。1956年大谷大学助教授、61年教授、86年定年、名誉教授、佛教大学教授。75-81年日本学術会議会員。2000年仏教伝道文化賞受賞。享年101。

## 著書
- 『仏陀と人間』平楽寺書店 1953
- 『仏教の伝説』春秋社 現代人の仏教・仏典 1956
- 『仏典講座 10 勝鬘経』大蔵出版 1976
- 『インド仏教 思想と経典をたどる』平河出版社 1984
- 『仏教誕生』平河出版社 1985
- 『パーリ語佛教辞典』山喜房佛書林 1997
- 『万人に語りかけるブッダ 「スッタニパータ」をよむ』日本放送出版協会 NHKライブラリー 2003
- 『想い出すままに』山喜房佛書林 2012

### 編著
- 『巴和小辞典』編 法蔵館 1955-56
- 『業思想研究』編 平楽寺書店 1979
- 『和訳大般涅槃経 法顕訳-ブッダ最後の旅路』編著 東京美術 1996

### 記念論文集
- 『仏教と異宗教 雲井昭善博士古稀記念』平楽寺書店 1985

## 論文
- Cinii